# سيلينة معقدة
السيلينة المعقدة[بحاجة لمصدر] (باللاتينية: Silene intricata) نوع نباتي يتبع جنس السيلينة من الفصيلة القرنفلية.

## الموئل والانتشار
موطنها بلاد الشام وتركيا.